# 山岡竜弘
山岡 竜弘（やまおか たつひろ、1982年10月7日 - ）は、日本の俳優。

## 来歴
園子温監督映画「エッシャー通りの赤いポスト」のオーディションにて、主人公・小林正役に抜擢され、注目を集める。
祖父は水戸黄門や桃太郎侍など時代劇で活躍した俳優の山岡徹也。当初の芸名は、祖父の芸名を受け継ぎ「山岡徹也」だった。
幼少期を南米アルゼンチン・ベネズエラで過ごす。
東京都出身。身長176cm、体重55kg。血液型はB型。特技はスペイン語、サッカー。
主演した日中合作短編映画「カップケーキ」にてアメリカ・ロサンゼルス開催の映画祭で最優秀主演男優賞を受賞している。
2005年から2008年まで、津田正広とお笑いコンビ「ドンドンまいまい」を組んで活動していた。M-1グランプリ2007では、2回戦に進出している。
叔父は、16連射で有名な高橋名人。
東日本大震災をきっかけに俳優仲間の桜野裕己、苅羽悠、春陽漁介、星名陽平と共に池袋チャリンコ倶楽部を立ち上げ、「役者として出来る事」をスローガンにチャリティーイベントや舞台公演の主催・演出も手掛けている。

## 出演

### テレビ
- ドラマ 「だが、情熱はある」（8話、2023年5月28日、日本テレビ）
- ドラマ「蒼きヴァンパイアの悩み」（5・6話、2021年3月、TOKYOMXテレビ）
- ドラマ「熱血!放射線カリスマ先生」（2007年、CS） - 準主役・斉藤クニオ役 -レギュラー
- ドラマ 「江原啓之への質問状」（2007年5月27日、WOWOW）

### CM
- ブラザー「製造にはブラザー!」シリーズ - 主演

- SBJ銀行「LINE Pay」 - 主演
- アルバイトタイムス「転職JOB」［道案内篇］ - 主演
- HONDA「FREED」-ナレーション
- 楽天モバイル「honor6＋」
- コクヨ「コレッソ」
- ジョワイユ「サーモブレンダー」-ナレーション
- 高崎市×高崎映画祭×飯塚花笑監督「男性育児推進PV」 - 主演

### 映画
- 渚のチョコレッタ（2004年、難波望監督）
- ミルコとクロコとプー（2005年、佐藤克則監督） - プー役
- 蹴缶（2005年、片岡翔監督） - 主演
- 電卓ボーイヅ!（2005年、河内太良監督） - 主演
- コノ道（2005年、安達健監督） - 主演
- 私たちへ（2005年、西塔儀一監督） - 主演
- 朝陽の町（2005年、新津佑介監督） - 主演
- しんおん（2006年、永野敏監督）
- ジスイズヤガワサトル（2006年、箭川暁監督）
- 森（2006年、鈴木靖人監督）
- 秘メ煙（2007年、多積正之監督） - リラの彼氏役
- まいっちんぐマチコ先生
  - 実写版まいっちんぐマチコ先生 Go! Go! 家庭訪問!!（2007年5月、なにわ天閣監督） - 池上ケン太役　- 準主演
  - 実写版まいっちんぐマチコ先生 ビバ! モモカちゃん!!（2008年8月、なにわ天閣監督） - 池上ケン太役　- 準主演
- 1303号室（2007年10月、及川中監督） - 芸人役
- 東京不穏詩（2018年2月、アンシュル・チョウハン監督）
- カップケーキ（2018年3月、ジャン・ダーウェイ監督）- 主演／日中合作映画
- HONEY SCOOPER（2018年9月、市原剛監督）
- 余熱（オウ・カリ監督）- 主演／日中合作映画
- THE LONERS（ガブリエラ・リエ監督）- 主演
- クロノスタシス（史門監督）- 主演
- 平成最後映画（藤木裕介監督）
- THE TOUCHER（田中大貴監督）
- 範疇外（2020年、山岡竜弘監督）
- 緊急事態宣言（2020年、園子温監督）
- エッシャー通りの赤いポスト（2021年、園子温監督）- 主演
- プリズナーズ・オブ・ゴーストランド（2021年、園子温監督）ハリウッド映画
- パワーリフティング（2021年、荒井智晴監督）
- この日々が凪いだら（2022年、常間地裕監督）
- 鏡像のイデア（2022年、小池隆太監督）
- 渇愛の果て、（2022年、有田あん監督）
- スポットラストを当ててくれ！（2022年、高明監督）
- もしかして、ヒューヒュー（2022年、安川徳寛監督）
- ピーコックブルーガール ゼロ（2023年、田中真琴監督）
- 浮かぶ（2023年、吉田奈津美監督）
- 東京藝大映画専攻17期生修了制作「よく見れば星」（2023年、森美春監督）
- 渇愛の果て、（2024年、有田あん監督） - 山元良樹 役[2]
- ナマズのいた夏（2025年2月8日、中川究矢監督、Power Arts Production）[3]

### 舞台
- ドン・キホーテ - 外語語劇大会「語劇祭」最優秀語学賞受賞
- 劇団Fits旗揚げ公演「パレス欲望の闇に恍惚と光る金の瞳銀の瞳203号室の住人たち」（2005年2月）
- 恵比寿一丁目劇団
  - 第3回公演「みんなのヒーロー」（2007年9月、馬場誠） - 主演
- TEAM我武者羅特別企画公演第2弾「愚ッ奴楽ッ駆!!〜グッドラック!!〜」（2008年2月、田中精）
- 世田谷パブリックシアター開場10周年記念 野村萬斎狂言劇場「唐人相撲」（2008年3月）
- エクレヘ第2回公演「帰るところとぬるいビールと」（2008年7月） - 主演
- ミュージカル「緋色の欠片 〜運命の守護者〜」STC 東京公演（2008年12月）、大阪公演（2009年1月）
- タクミくんシリーズ「そして春風にささやいて」STc'（2009年12月、古河聰）
- 博覧演記
  - レノバティオ 福岡公演（2009年8月） - 特別出演
  - 幽暮れの朝陽に 福岡公演（2010年8月） - 呈徹役（特別出演）
- プロデュースユニット四方八方
  - WS公演Vol.1「Re:FT - リフト - 」（2010年8月、春陽漁介） - 先輩役
  - 第5回公演「アフターサービス」（2011年1月、春陽漁介） - 多々良役
  - 第6回公演「LUCK BANK」（2011年8月、春陽漁介） - 大石ハジメ役
  - 第9回公演「Interview with dark」（2013年8月、春陽漁介）
- 劇団TEAM-ODAC企画公演「強盗銀行 GO TO BANK」（2010年9月、笠原哲平）
- 劇団TEAM-ODAC×演劇カンパニー曲者コラボレーション企画公演「オレンジノート」（2011年10月、古河聰）
- チャーミーゴリラ
  - チャーミーゴリラ vol.1「ハイスクール ハイコー!!」（2011年11月、原将明）
  - チャーミーゴリラ vol.2 「Three Street」（2012年4月、原将明）
  - チャーミーゴリラ Vol.3「コングラッチュ ユー」（2012年8月、原将明）
  - チャーミーゴリラvol.4「バイバイフレーバー」（2014年2月、原将明）-主演
  - チャーミーゴリラvol.5.5「億秒くんの羨望道中」（2015年10月、原将明）
  - チャーミーゴリラvol.5.5 再演「億秒くんの羨望道中」（2015年9月、原将明）
- amipro「ジパングパイレーツ」（2011年12月、菅野臣太朗） - 滝口中役 / 代役出演
- 池袋チャリンコ倶楽部チャリティー舞台公演「舞台しちゃいますッ!!」オムニバス内「サンプル」（2012年3月、春陽漁介） - 主演

「スイマー」（2015年3月、春陽漁介）
- トムハウス
  - 「TOM ROCK」（2012年5月、渡部コウジ、原将明）
  - 「TOM HANKS」（2013年3月、渡部コウジ、原将明）-東京・大阪公演
- ゴールデンピッグ vol.1「陽はまたのぼりそしてくりかえす」（2012年6月、高橋優太）
- ASK「冬のバッキャロー」（2013年2月、菅野臣太朗）
- 劇団モンキー☆チョップ  第十一撃「イレブン」（2015年10月、中川真希、塚原直彦）-ゲスト
- DEAD STOCK UNION vol.31「義理が廃ればこの世は闇だ」（2015年10月、渡辺熱）
- 演劇人*特別企画公演「Watson/Holmes」（2016年2月、福地慎太郎）
- ツツシニウムvol.1「バカの声」（2016年3月、福地慎太郎）- 主演
- 黒雪構想 交響曲-symphony-「シェリングフォードホームズの論理的推論 ～第二楽章who is ripper?～」（2016年7月、牧野純基）
- 劇団藤村聖子
  - 第一回公演「花瓶の中の海」（2016年8月、川上一輝）
  - 第二回公演「シンクロニシティ」（2018年1月、宝来忠昭）
  - 第三回公演「かまってちゃん、と」（2019年6月、藤村聖子）
- Late-circle「傷つくな、鮮やかに浮遊せよ」（2016年12月、田光葵）
- 劇団5454プロデュース「幸福は今日もヒトゴミを歩く」（2017年8月、春陽漁介）
- RENO「真心探偵事務所」（2017年11月、瀧口寿彦）- 主演

### 執筆
- ミュージカル「緋色の欠片 〜運命の守護者〜」（2008年12月〜2009年1月） - コントシーン脚本執筆
- タクミくんシリーズ「そして春風にささやいて」（2009年12月） - コントシーン脚本執筆
- 池袋チャリンコ倶楽部チャリティー舞台公演「舞台しちゃいますッ!!」（2012年3月） - オムニバス内「虹の橋」脚本執筆
- トムハウス「TOM ROCK」（2012年5月） - コント脚本執筆
- 俳優×怪談イベント「怖優」（2015年8月）  - イベント内ミニ舞台脚本執筆

### 演出
- 「八犬伝」
- 「虹の橋」
- 「TRISK」
- 「オレンジノート -再演-」
- 「playing family」
- 「森田哲平の今夜も笑ってナイト」

### その他
- 「きらきらジョイフルTIME」（FMラジオ）レギュラー
- キネコ国際映画祭公式ボイスアクター「KLA’s」元メンバー
- 写真展「役者100人展」（東京芸術劇場）
- グループ展「conspiratio8」 - アート作品出品
- 第7回M-1グランプリ（2007年） - 2回戦進出（ラフォーレ原宿）
- 東日本大震災チャリティーイベント「池袋チャリンコ倶楽部」2011年4月11日 - 主催
- 東日本大震災チャリティーイベント「授業しちゃいますッ!!」（2011年9月18日） - 主催
- a-nation「ミュージシャン ワールドカップ」 芸能人男子フットサルチーム「ギャレンツ」選手（国立代々木競技場フットサルコート）2013年8月
- sora×niwaのラジオDJオーディション ファイナリスト
- ジュノンスーパーボーイコンテスト二次審査進出
- D-BOYSオーディション三次審査進出
- ムーミンバレーパーク第一期アンバサダー